# Carlo Gozzi

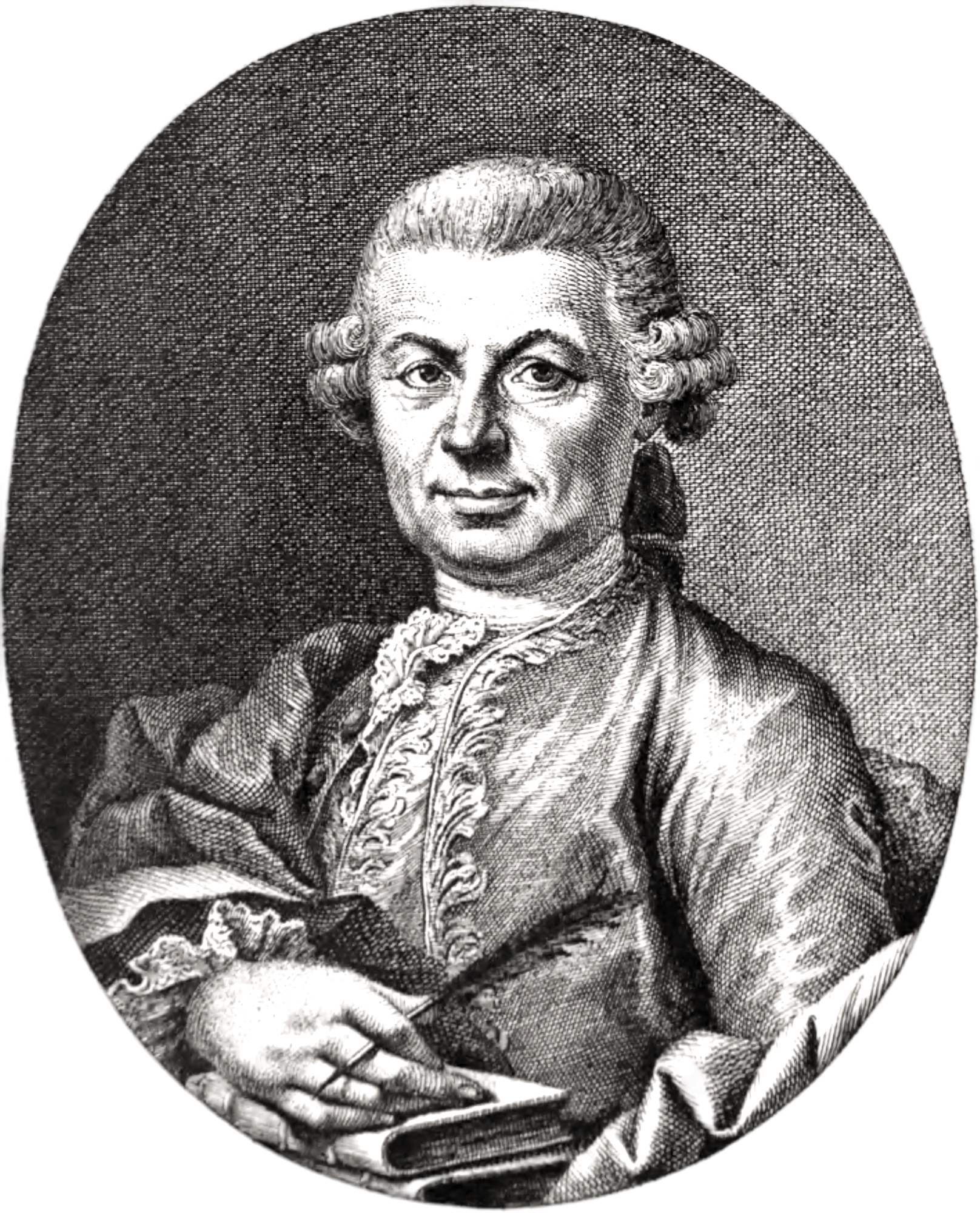
Carlo Gozzi

Carlo Gozzi (* 13. Dezember 1720 in Venedig; † 4. April 1806 in Venedig) war ein italienischer Theaterdichter. Er schrieb mit 41 Jahren sein erstes Theaterstück Die Liebe zu den drei Orangen und verfasste innerhalb der nächsten vier Jahre weitere neun Märchendramen, auf denen bis heute sein Ruhm beruht. Gozzi wollte in seinen szenischen Märchen den Beweis erbringen, dass selbst absurde Zauberstücke und Verwandlungsszenen Lebenswahrheit vermitteln und dramatische Überzeugungskraft haben können. Dabei polemisierte er gegen Carlo Goldoni und Pietro Chiari, denen er Verrat an der Commedia dell’arte vorwarf.

## Rezeption
Nach anfänglichem Erfolg geriet Gozzi in Vergessenheit, wurde jedoch in der deutschen Romantik und später im italienischen Absurden Theater wiederentdeckt. Während Friedrich Schiller zur Zeit der beginnenden Romantik mit seiner Bearbeitung der Turandot die Wiederentdeckung Gozzis einleitete, war es Schillers Landsmann, der Schwabe Karl Gustav Vollmoeller, der 1911 eine neue Übersetzung der Turandot aus dem Italienischen besorgte und das Stück Gozzis für die Bühne bearbeitete. Vollmoeller schrieb in seiner Einleitung: „Gozzis Werk ist tot. Nie ist ein Dichter und sein Werk im eignen Vaterlande rascher und grausamer vergessen worden als Carlo Gozzi. Auf den Bühnen des neuen Italiens sind seine Stücke nie wieder erschienen, kein Verleger seiner Heimat hat seit den Ausgaben von 1772 und 1802 den Versuch eines Neudrucks gewagt. Ein einziges Werk von ihm hat in Italien selbst eine moderne Ausgabe erlebt – aber es ist die ins Italienische zurückübersetzte deutsche Bearbeitung der »Turandot« von Friedrich Schiller.“ Auch der österreichische Schriftsteller Otto Zoff brachte 1956, am Zürcher Schauspielhaus, eine Bearbeitung von Gozzis Komödie Der König Hirsch zur Uraufführung, dieses Stück ist für Schulaufführungen immer noch sehr beliebt.
Gozzis Turandot erlangte durch Karl Gustav Vollmoellers Arbeit von 1911, zu der Ferruccio Busoni die Bühnenmusik komponierte, wieder eine solche Popularität, dass Busoni eine eigene Opernfassung Turandot textete und komponierte. Auch Giacomo Puccinis unvollendete Oper Turandot basiert auf Gozzis Stück.
Georg Büchner zeichnet in seinem Stück Leonce und Lena (1838) eine Parodie Gozzis.
Gozzis Stück La donna serpente war eine der Vorlagen zu Richard Wagners erster vollendeter Oper Die Feen. Es wurde 1932 auch von Alfredo Casella vertont (La donna serpente). Sergej Prokofjew vertonte 1919 Die Liebe zu den drei Orangen, Il re cervo war die Vorlage für Hans Werner Henzes Oper König Hirsch, komponiert 1953–1956.

## Werke
Die Märchentheaterstücke (fiabe teatrali)
- L’amore delle tre melarance 1761 (Die Liebe zu den drei Orangen)
- Il Corvo 1761 (Der Rabe)
- La donna serpente 1762 (Die Frau als Schlange)
- Il re cervo 1762 (König Hirsch)
- Turandot 1762
- La Zobeide 1763
- I pitocchi fortunati 1764 (Die glücklichen Bettler)
- Il Mostro turchino 1764 (Das blaue Ungeheuer)
- L’augellino bel verde 1765 (Der schöne grüne Vogel)
- Zeim, re de’ geni 1765 (Zeim, der König der Geister)

Weitere Werke
- Amore assottiglia il cervello (Verliebtheit macht dumm)
- La Marfisa bizzarra. Poema faceto 1772 (dt. etwa: die bizarre Marfisa. Spaßiges Gedicht)
- Memorie inutili della vita di Carlo Gozzi, scritte da lui medesimo, e da lui pubblicate per umiltà 1797 (Unnütze Lebenserinnerungen des Carlo Gozzi, von ihm selbst niedergeschrieben und demütiglichst veröffentlicht)

Gesammelte Werke
- Carlo Gozzi: Le fiabe teatrali. Testo, introduzione e commento a cura di Paolo Bosisio. Bulzoni, Rom 1984 (= Biblioteca di Cultura. 261, ZDB-ID 1085225-6)
- Theatralische Werke von Carlo Gozzi. Aus dem Italiänischen übersezt. 5 Bände. Typographische Gesellschaft, Bern 1777–1779 (Digitalisat von Band 1, Band 2, Band 3, Band 4 und Band 5 bei Google Books)